# Beleg van Nisibis
Het Beleg van Nisibis was een belegering tijdens de Derde Mithridatische Oorlog in het jaar 68 v.Chr. waarbij de Romeinse legioenen onder leiding van Lucius Licinius Lucullus de Armeense stad Nisibis belegerden.

## Aanloop
In het jaar 69 v.Chr. was de Romeinse veldheer Lucius Licinius Lucullus begonnen aan een grootschalig offensief in Armenië, een belangrijke bondgenoot van Mithridates VI van Pontus. Zijn campagne resulteerde algauw in de grote overwinning bij Artaxata.  Hierop trok Lucullus dieper het Armeens rijk in. Echter, langzamerhand begon men in zijn leger steeds meer ontevreden te worden door de langdurende oorlog en was Lucullus gedwongen om de Taurus over te steken en kwam toen in het vruchtbare gebied waar de stad Nisibis lag.
De stad stond onder de leiding van koning Gouras, een broer van Tigranes II, en het leger stond onder leiding van Callimachus die ook tegenover Lucullus had gestaan tijdens het Beleg van Amaseia. Lucullus was op de hoogte van hun aanwezigheid en besloot dat de stad verover moest worden.

## Beleg
De stad die Lucullus aantrof was goed verdedigd met en dubbele muur met een gracht ertussen. De Romeinse historicus Lucius Cassius Dio meldt dat de Romeinse veldheer in een maanloze nacht op de aanval overging. De Romeinse legionairs wisten ongezien de muren te beklimmen. Door de plotselinge aanval wisten de Romeinen de wachten uit te schakelen en in een nacht tijd beide muren van de stad te veroveren.

## Nasleep
Niet lang na de verovering van de stad verkreeg Lucullus het nieuws dat de senaat hem had afgezet als proconsul en dat hij vervangen zou worden door Pompeius Magnus om de oorlog af te ronden. Na dit verlies moest Tigranes zich verder terugtrekken in zijn gebied. Door het vertrek van Lucullus kregen zowel Tigranes als Mithridates VI van Pontus de tijd om hun machtsbasis opnieuw uit te bouwen.